# Ophiopsiella
Ophiopsiella is een geslacht van uitgestorven straalvinnige beenvissen, behorend tot de Ionoscopiformes. Het leefde tussen het Midden-Trias en het Laat-Jura (ongeveer 240 - 145 miljoen jaar geleden) en zijn fossiele overblijfselen zijn gevonden in Europa.

## Naamgeving
Het geslacht Ophiopsiella werd in 2015 benoemd door Jennifer Lane en Martin Ebert om plaats te bieden aan talrijke soorten ionoscopiforme vissen, ooit toegewezen aan het geslacht Ophiopsis. De naam is daar een verkleinwoord van. De typesoort is Ophiopsis procera, oorspronkelijk benoemd in 1843 door Louis Agassiz. De oudste soort komt uit Italië (Ophiopsiella lariensis, Ophiopsiella lepturus) en dateert uit het Midden-Trias. Tijdens het Laat-Jura onderging het geslacht aanzienlijke evolutionaire spreiding en verspreidde het zich wijd in de ondiepe zeeën van het grootste deel van Europa: Ophiopsiella penicillata, Ophiopsiella breviceps, Ophiopsiella dorsalis (allemaal uit Engeland), Ophiopsiella procera (Duitsland), Ophiopsiella guigardi (Frankrijk), Ophiopsiella attenuata (Duitsland en Frankrijk) en Ophiopsiella montsechensis (Spanje).

## Beschrijving
Ophiopsiella was tussen de vijfentwintig en vijfendertig centimeter lang en had een spoelvormig lichaam. Sommige soorten Ophiopsiella (bijvoorbeeld Ophiopsiella procera) bezaten een kenmerkende rugvin, zeer hoog aan de voorkant en scherp uitstekend in een lob bestaande uit zeer langwerpige vinstralen; de achterste stralen werden kleiner en vormden een lange schuine rand. Andere soorten (zoals Ophiopsiella attenuata) hadden geen langwerpige stralen. De borstvinnen werden bekroond door vijf postcleitrale schubben en bestonden uit een tiental stralen gesegmenteerd in het laatste deel. De buikvin was slecht ontwikkeld en bestond uit slechts vijf stralen. De staartvin was semiheterocercaal, met de bovenlob maar iets breder en langwerpiger dan de onderste. Net als de borst- en buikvinnen was de staartvin ook uitgerust met een reeks scherpe verstevigingen op de basale rand. De schubben waren dik en glad. Het grootste deel van het schedelgewelf bestond uit de voorhoofdsbeenderen, terwijl de frontoparietale beennaad tussen voorhoofdsbeenderen en wandbeenderen grotendeels golvend was.

## Fylogenie
Ophiopsiella is in de Ionoscopiformes geplaatst.